# Sheerness
Sheerness är en stad och civil parish i grevskapet Kent i sydöstra England. Staden ligger i distriktet Swale på Isle of Sheppey, cirka 11,5 kilometer norr om Sittingbourne. Tätorten (built-up area) hade 13 249 invånare vid folkräkningen år 2021.

## Historia
År 1667 blev Sheerness angripet av 72 nederländska skepp. De tvingade till sig det lilla fortet i staden och flyttade in en styrka där. Under en kort period var staden ockuperad av Nederländerna. Samuel Pepys var i Gravesend då detta skedde, och skrev i Dagboken att han tydligt hade hört kanonerna. Han skyndade sig i säkerhet i Brampton i Huntingdonshire.
Ett kungligt varv anlades i Sheerness, som dock inte var lika stort som de vid Chatham och Deptford, men som hade stor betydelse i tudor- och stuarttiden.